# Rebekah Elmaloglou
Rebekah Sophie Elmaloglou (Paddington, Nueva Gales del Sur; 22 de enero de 1974) es una actriz franco-australiana, conocida por haber interpretado a Sophie Simpson en la serie Home and Away.

## Biografía
Es hija de padre griego y madre inglesa. Es hermana de Peter Elmaloglou, de los actores Dominic Elmaloglou y Sebastian Elmaloglou y es tía de Connor Elmaloglou. 
Rebekah es sobrina de la famosa actriz Judi Dench.
El 25 de junio de 2009 se casó con Kane Baker, la pareja tiene un hijo Kai Baker.

## Carrera
En 1985 apareció en la exitosa película Mad Max Beyond Thunderdome protagonizada por Mel Gibson donde obtuvo el papel secundario de Gatherer.
En 1987 apareció por primera vez en la serie A Country Practice donde interpretó a Belinda Perkins durante el episodio "Things of Value: Part 1", más tarde apareció de nuevo en la serie en 1993 ahora interpretando a Christina Agapitos durante seis episodios.
El 23 de enero de 1990 se unió al elenco principal de la exitosa serie australiana Home and Away donde interpretó a Sophie Simpson, hasta 1993. Rebekah regresó brevemente en el 2002, 2003 y 2005; siendo su última aparición fue el 8 de julio del mismo año.
En 1999 apareció como invitada en la serie policíaca Water Rats donde interpretó a Christina Mangano.
En 2000 interpretó a Justine Addison en la serie médica All Saints, y volvió a la serie en 2001 cuando interpretó nuevamente a Justine en el episodio "Bend Till You Break".
El 14 de mayo de 2013 se unió al elenco principal de la popular serie australiana Neighbours donde interpreta a Terese Willis, hasta ahora.

## Filmografía

### Series de televisión
| Año                  | Serie                                 | Personaje          | Notas                                   |
| -------------------- | ------------------------------------- | ------------------ | --------------------------------------- |
| 2013 - presente      | Neighbours                            | Terese Willis      | 302 episodios                           |
| 1990-1993, 2002-2005 | Home and Away                         | Sophie Simpson     | 269 episodios                           |
| 2003                 | Life Support                          | Compañera de Penne | episodio # 3.7                          |
| 2000, 2001           | All Saints                            | Justine Addison    | 2 episodios                             |
| 1999                 | Water Rats                            | Christina Mangano  | 2 episodios                             |
| 1996                 | Pacific Drive                         | Eliza Garland      | -                                       |
| 1994                 | G.P.                                  | Leanne             | episodio "Something Old, Something New" |
| 1993                 | A Country Practice                    | Christina Agapitos | 6 episodios                             |
| 1993                 | Paradise Beach                        | Karen Wolfe        | -                                       |
| 1991                 | Adventures on Kythera                 | Tik                | -                                       |
| 1988                 | Emma: Queen of the South Seas         | Joven Emma         | miniserie                               |
| 1986                 | Five Times Dizzy                      | Mareka Nikakis     | -                                       |
| 1986                 | Professor Poopsnagle's Steam Zeppelin | -                  | -                                       |

### Películas
| Año  | Título                       | Personaje       | Notas                                                                           |
| ---- | ---------------------------- | --------------- | ------------------------------------------------------------------------------- |
| 2007 | U-Turn                       | Mujer en Coche  | corto - junto a Warwick Young, Zoe Ella, Bob Baines & Andrea Garcia             |
| 1995 | Back of Beyond               | Susan MacGregor | junto a Paul Mercurio, Colin Friels, Dee Smart & Glenda Linscott                |
| 1994 | The Sum of Us                | Jenny Johnson   | junto a Jack Thompson, Russell Crowe, John Polson & Deborah Kennedy             |
| 1990 | In Too Deep                  | Jo Jo           | junto a Craig Alexander, Richard Aspel & Duke Bannister                         |
| 1988 | Touch the Sun: Princess Kate | May Mathieson   | junto a Claudia Karvan, Justine Clarke, Mouche Phillips & Martin Sacks          |
| 1985 | Mad Max Beyond Thunderdome   | Gatherer        | junto a Mel Gibson, Bruce Spence, Adam Cockburn, Tina Turner & Frank Thring     |
| 1985 | Relatives                    | Rebecca         | junto a Michael Aitkens, Ray Barrett, Brett Climo, Ray Meagher & Rowena Wallace |
| 1984 | Droides                      | Joven Niña      | junto a Adam Cockburn, Tyler Coppin & Ralph Cotterill                           |

### Teatro
| Año  | Obra                  | Personaje | Director (a)      | Teatro      | Notas                                                        |
| ---- | --------------------- | --------- | ----------------- | ----------- | ------------------------------------------------------------ |
| 2001 | The Vagina Monologues | -         | Caroline Stacey   | -           | junto Pippa Grandison & Tasma Walton                         |
| 1998 | Wogboys               | -         | Nick Giannopoulos | IMB Theatre | junto John Barresi, Vince Colosimo & Eden Gaha               |
| 1994 | Caravan               | -         | Peter Williams    | -           | junto Katrina Foster, John Hannan, John Orcsik & Doug Scrope |

## Premios y nominaciones
| Año  | Categoría            | Premio             | Serie         | Resultado |
| ---- | -------------------- | ------------------ | ------------- | --------- |
| 1992 | Most Popular Actress | Silver Logie Award | Home and Away | Nominada  |